# Burmoniscus gibbosus
Burmoniscus gibbosus är en kräftdjursart som beskrevs av Stefano Taiti och Manicastri 1988. Burmoniscus gibbosus ingår i släktet Burmoniscus och familjen Philosciidae. Inga underarter finns listade i Catalogue of Life.